# Platanthera amabilis
Platanthera amabilis är en orkidéart som beskrevs av Gen-Iti Koidzumi. Platanthera amabilis ingår i släktet nattvioler, och familjen orkidéer. Inga underarter finns listade i Catalogue of Life.